# Дванаести конгрес СКЈ
Дванаести конгрес Савеза комуниста Југославије одржан је од 26. до 29. јуна 1982. године у конгресној дворани "Сава центар" у Београду. Ово је био први Конгрес СКЈ одржан после Титове смрти.
Конгресу је присуствовало 1.721 делегат, 323 висока државна функционера и 118 различитих делегација.
Дневни ред Дванаестог комгреса је био:
- избор радних тела
- верификација пуномоћи делегата
- извјештаји о раду органа СКЈ (Централног комитета, Комисије за статутарна питања СКЈ и Надзорне комисије СКЈ)
- реферат Душана Драгосавца, председника Председништва ЦК СКЈ
- расправа о реферату и извештајима органа СКЈ
- избор конгресних комисија односно њихових председништава и председника
- расправа у комисијама о идућим задацима СКЈ и о нацртима докумената 12. конгреса
- Усвајање резолуција 12. конгреса СКЈ и допуна и измена Статута СКЈ

На Дванаестом конгресу је изабран нови Централни комитет који се састојао од 163 члана, Комисија за статутарна питања од 24 члана и Надзорна комисија од 15 чланова. А за новог председника Председништва ЦК СКЈ изабран је Митја Рибичич.

## Чланови ЦК СКЈ
- Чланови Централног комитета Савеза комуниста Југославије изабрани на Дванаестом конгресу:

Рамиз Абдули, Роман Албрехт, Душан Алимпић, Шахин Ариф, Крсте Атанасовски, Милорад Бабић, Владимир Бакарић, Ержебет Балажевић, Милутин Балтић, Димче Беловски, Пал Бенак, Јуре Билић, Јаков Блажевић, Душан Богданов, Слободан Бојанић, Лојзе Бришки, Невена Бубања, Маринко Булатовић, Вера Бунтеска, Илија Вакић, Данило Васић, Живан Васиљевић, Душан Вељковић, Андреј Вербич, Добривоје Видић, Тихомир Виловић, Радован Влајковић, Азем Власи, Тихомир Влашкалић, Антон Вратуша, Јосип Врховец, Вуко Вукадиновић, Бошко Вуков, Миодраг Вуковић, Бруно Вулетић, Шпиро Галовић, Мајда Гаспари, Душан Глигоријевић, Станка Гломазић–Лековић, Весела Гогова, Петар Грачанин, Александар Грличков, Боро Денков, Вели Дева, Стојан Димовски, Нијаз Диздаревић, Стане Доланц, Звоне Драган, Душан Драгосавац, Милојко Друловић, Рато Дугоњић, Марко Ђуричин, Предраг Ђурић, Видоје Жарковић, Силвија Жугић–Ријавец, Антон Зупанчич, Љубиша Игић, Трпе Јаковлевски, Петар Јакшић, Славојка Јанковић, Владо Јанжич, Георгије Јовичић, Шабан Кеврић, Никола Кмезић, Руди Колак, Лазар Колишевски, Кемал Корајлић, Драгутин Косовац, Ђорђе Костић, Сергеј Крајгер, Аница Кристан, Бошко Крунић, Милан Кучан, Ивица Кукоч, Иљаз Куртеши, Тодо Куртовић, Ђорђе Лазовић, Марко Лолић, Милојко Лучић, Никола Љубичић, Нандор Мајор, Бранко Мамула, Живко Марчета, Славко Марићевић, Андреј Маринц, Драгослав Марковић, Крсте Марковски, Петар Матић, Рудолф Матошевић, Ахмет Меховић, Мунир Месиховић, Фатима Миџић, Нико Михаљевић, Цвијетин Мијатовић, Бранко Микулић, Обрен Милачић, Славка Миладиновић, Вељко Милатовић, Лука Милетић, Смиљка Милојевић, Милош Минић, Лазар Мојсов, Весељ Морина, Богољуб Недељковић, Мирко Остојић, Најдан Пашић, Милан Павић, Иво Перишин, Драгољуб Петровић, Милка Планинц, Франце Попит, Душан Поповић, Михајло Поповић, Миран Потрч, Хамдија Поздерац, Раденко Пузовић, Ивица Рачан, Илија Радаковић, Миљан Радовић, Мићо Ракић, Хисен Рамадани, Никола Ражнатовић, Митја Рибичич, Марјан Рожич, Аленко Рубеша, Зорка Секуловић, Боро Симић, Јаков Сиротковић, Јанко Смоле, Александар Спирковски, Војислав Срзентић, Петар Стамболић, Методија Стефановски, Никола Стојановић, Станислав Стојановић, Стојан Стојчевски, Владо Стругар, Таип Таипи, Ариф Тановић, Бранко Трпеновски, Дане Ћуић, Доброслав Ћулафић, Фадиљ Ћураноли, Игор Уршић, Иво Фабинц, Марко Филиповић, Никица Франовић, Киро Хаџи–Василев, Синан Хасани, Фрањо Херљевић, Саније Хисени, Иван Хочевар, Фадиљ Хоџа, Јоже Циуха, Маријан Цветковић, Ангел Чемерски, Душан Чкребић, Милан Џајковски, Бошко Шиљеговић, Кољ Широка, Драго Шофранац, Мика Шпиљак, Али Шукрија.